# Dallas Desperados
I Dallas Desperados erano una squadra di Arena Football League con sede a Dallas, Texas. La squadra è stata fondata nel 2002.